# Blagnac
Blagnac – miejscowość i gmina we Francji, w regionie Oksytania, w departamencie Górna Garonna.
Według danych na rok 1990 gminę zamieszkiwało 17 209 osób, a gęstość zaludnienia wynosiła 1019 osób/km² (wśród 3020 gmin regionu Midi-Pireneje Blagnac plasuje się na 12. miejscu pod względem liczby ludności, natomiast pod względem powierzchni na miejscu 678.).